# Lipiński VI
Lipiński VI (Lipinski, Roman-Lipinski, Rymon-Lipiński, Leliwa odmienny) – kaszubski herb szlachecki, odmiana herbu Leliwa, herb własny rodziny Rymon-Lipińskich.

## Opis herbu
Opis z wykorzystaniem klasycznych zasad blazonowania:
W polu błękitnym półksiężyc barkiem w dół złoty z takąż gwiazdą między rogami. Klejnot: nad hełmem w koronie samo godło. Labry: błękitne, podbite złotem.

## Najwcześniejsze wzmianki
Herb znany jest wyłącznie z opisu pieczęci Mathiasa von Roman-Lipińskiego z 1820 roku.

## Herbowni
Lipiński (Lipinski) z przydomkiem Rymon (Roman, Ruman, Rumon, Reinman). Według herbarza Emiliana Szeliga-Żernickiego rodzina ta miała posługiwać się zwykłym herbem Leliwa.